# Los Olvidados (banda)
Los Olvidados es un grupo musical de la ciudad de La Paz, formado el año 1985 y dedicado a rescatar las tradiciones criollas paceñas del carnaval. Cada año para carnaval visten máscaras y overoles y a través de conciertos y CD difunden las canciones de las comparsas carnavaleras paceñas de la primera mitad del siglo XX.